# FIA Motorsport Games 2024
Navigation
Édition précédente Édition suivante
Les FIA Motorsport Games 2024 sont la 3e édition des FIA Motorsport Games, organisé du 23 au 27 octobre 2024 à Valence.

## Sites
Le coup d'envoie des FIA Motorsport Games est donné à Valence, à la Cité des arts et des sciences, qui accueillera aussi les épreuves d'Esport. Les épreuves sur circuit sont organisés sur le Circuit Ricardo Tormo, tandis que l'Aspar Circuit de Guadassuar accueillera des épreuves de karting et de Cross Car. Les épreuves de rallye se dérouleront dans la campagne valencienne.
| \| Valence Circuit Ricardo Tormo Aspar Circuit \| |
| Valence Circuit Ricardo Tormo Aspar Circuit       |

| Valence Circuit Ricardo Tormo Aspar Circuit |

## Disciplines
Vingt-huit disciplines sont au programme. 7 en circuit, 10 en rallye, 3 tout-terrains, 4 en karting, 2 compétitions électriques et 2 compétitions d'esport.

## Épreuves

### Circuit

#### Camions

##### Réglementation
Chaque nation peut engager un pilote. Les concurrents sont libre de choisir le camion de leur choix répondant à la réglementation internationale. L'épreuve se déroule en deux temps : d'abord une course qualificative de 25 minutes, puis la course à la médaille d'une durée de 35 minutes.

#### Coupe Monomarque GT

##### Réglementation
Tous les concurrents dispose d'une auto similaire, une Ferrari 296 Challenge. L'épreuve est réservée aux pilotes catégorisés Bronze par la FIA. Un seul pilote par nation est autorisé. Seuls les pilotes évoluant dans une compétition Ferrari Challenge (que cela soit dans sa déclinaison européenne, nord-américaine, japonaise ou britannique) sont éligibles à l'inscription. L'épreuve se déroule sur une course de 30 minutes + 1 tour.

#### Drift

##### Réglementation
Chaque nation peut engager un pilote. Les concurrents sont libre de choisir l'auto de leur choix répondant à la catégorie FIA DC1. Après une session d'essais, les pilotes s'affrontent en phase qualificative. À la suite des qualifications, les concurrents s'affrontent en phase finale.

#### Formule 4

##### Réglementation
Chaque nation peut engager un pilote. Celui-ci ne doit pas avoir disputé plus de deux saisons dans un championnat de F4 certifié par la FIA, ni évolué à un niveau supérieur à la F4. Les concurrents disposeront tous d'une auto similaire, une Tatuus F4-T421, équipée d'un moteur Abarth. L'épreuve se déroule en deux temps : d'abord il y aura une course qualificative d'une durée de 20 minutes; puis la course à la médaille, d'une durée de 30 minutes.

#### GT

##### Réglementation
Chaque nation doit engager un binôme de pilotes, avec au maximum un pilote Argent et un Bronze. Ces pilotes doivent avoir évoluer dans une catégorie GT lors des deux dernières années, ou bénéficier d'une expérience significative en GT. Les concurrents sont libre de choisir l'auto de leur choix répondant au groupe GT3. Chaque pilote participera à une session qualificative, et la moyenne de leurs temps déterminera la grille de départ de la course qualificative. Celle-ci, d'une durée d'une heure, déterminera la grille de départ de la course à la médaille, qui est d'une durée similaire. Le changement de pilote est obligatoire, et doit avoir lieu entre la 25e et 35e minute de course.

#### GT Sprint

##### Réglementation
Chaque nation peut engager un pilote, sans restriction de niveau. Ces pilotes doivent avoir évoluer dans une catégorie GT lors des deux dernières années, ou bénéficier d'une expérience significative en GT. Les concurrents sont libre de choisir l'auto de leur choix répondant au groupe GT3. Les médailles sont attribuées d'une course unique de 40 minutes.

#### Tourisme

##### Réglementation
Chaque nation peut engager un pilote. Les concurrents sont libre de choisir l'auto de leur choix répondant à la catégorie TCR. L'épreuve se déroule en deux temps : d'abord il y aura une course qualificative d'une durée de 25 minutes + 1 tour; puis la course à la médaille, d'une durée de 30 minutes + 1 tour.

### Rallye

#### Réglementation
L'épreuve de rallye donnera lieu à une attribution de 10 titres différents. L'épreuve est divisée en trois journées : la première sur terre, la seconde sur asphalte, et la dernière qui comportera une seule spéciale qui sera la course à la médaille. 4 catégories sont différenciées : All Stars, ouvertes aux pilotes inscrits sur la liste prioritaire de la FIA; Rally2, réservée aux autos de cette catégorie; Rally4, réservée aux autos de cette catégorie; et Historique, ouvertes aux autos homologuées entre 1970 et 1981. Rall2, Rally4 et Historique accordent un titre général, ainsi qu'un titre asphalte et un titre terre. Les pilotes All Stars se disputent un seul titre. Chaque nation peut engager un pilote par catégorie, la nationalité du copilote étant libre.

### Tout-terrain

#### Réglementation
Trois compétitions de Cross Car auront lieu. Elles se divisent en trois catégories d'âge : les Cross Cars senior, ouvertes aux pilotes de plus de 16 ans; les Cross Cars Juniors, ouvertes aux pilotes de 13 à 16 ans; les Cross Car Mini, ouvertes aux pilotes de 8 à 12 ans. Chaque nation peut engager un pilote par catégorie d'âge,.